# Costa Rica-i törpekuvik
A Costa Rica-i törpekuvik (Glaucidium costaricanum) a madarak osztályának a bagolyalakúak (Strigiformes) rendjéhez, a bagolyfélék (Strigidae) családjához tartozó faj.
A magyar név forrással nincs megerősítve.

## Előfordulása
Costa Rica és Panama területén honos. Hegyvikéki erdők lakója.

## Életmódja
Madarakra, gyíkokra és nagyobb rovarokra vadászik.

## Szaporodása
Fészakalja 3 tojásból áll.

## Külső hivatkozások
- Képek az interneten a fajról
- Internet Bird Collection - videók a fajról
- Xeno-canto.org - a faj hangja és elterjedési területe